# Vaginaria longicaudata
Vaginaria longicaudata is een raderdiertjessoort uit de familie Trichocercidae. De wetenschappelijke naam van deze soort is voor het eerst geldig gepubliceerd in 1803 door Schrank.